# Cục Công viên Quốc gia Canada
Cục Công viên Quốc gia Canada hay Cơ quan Công viên Quốc gia Canada (tiếng Pháp: Agence Parcs Canada), là một cơ quan của Chính phủ Canada được điều hành bởi Bộ trưởng Bộ Môi trường, để bảo vệ các giá trị hiện tại có ý nghĩa cả về tự nhiên và văn hóa, đảm bảo hệ sinh thái và tính toàn vẹn tài sản cho các thế hệ hiện tại và tương lai. Công viên Canada quản lý 44 vườn quốc gia (trong đó có 7 Khu bảo tồn Vườn quốc gia), 4 khu bảo tồn biển quốc gia, 1 cột mốc quốc gia, và 167 địa điểm lịch sử quốc gia Canada. Cơ quan này cũng quản lý các Sổ bộ Địa đanh Lịch sử Canada, bao gồm các di tích lịch sử ở Canada.